# Gold (radio)
Gold – stacja radiowa będąca częścią sieci Gold Network, nadająca na terenie Wielkiej Brytanii w Londynie a także dużej części Anglii w paśmie AM a także DAB i kilku platformach cyfrowej telewizji satelitarnej.